# Viereck
Viereck – miejscowość i gmina w Niemczech, w kraju związkowym Meklemburgia-Pomorze Przednie, w powiecie Vorpommern-Greifswald, wchodzi w skład Związku Gmin Uecker-Randow-Tal.

## Osoby urodzone w Vierecku
- Paul Holz – rysownik